# Muskon
Muskon – organiczny związek chemiczny z grupy ketonów. Występuje w naturalnym piżmie, stosowany jako składnik kompozycji zapachowych oraz jako utrwalacz.